# Neogonodactylus lacunatus
Neogonodactylus lacunatus is een bidsprinkhaankreeftensoort uit de familie van de Gonodactylidae. De wetenschappelijke naam van de soort is voor het eerst geldig gepubliceerd in 1966 door Manning.